# Pnoepyga albiventer
Pnoepyga albiventer е вид птица от семейство Pnoepygidae.

## Разпространение
Видът е разпространен в Бутан, Виетнам, Индия, Мианмар и Непал.